# Njurunda socken
Njurunda socken i Medelpad  ingår sedan 1974 i Sundsvalls kommun och motsvarar från 2016 Njurunda distrikt.
Socknens areal är 336,70 kvadratkilometer, varav 301,70 land. År 2000 fanns här 13 471 invånare. Tätorterna  Svartvik, Kvissleby, Essvik, Juniskär, Skottsund, Dingersjö och Stockvik  samt tätorten och kyrkbyn Njurundabommen med sockenkyrkan Njurunda kyrka ligger i socknen. 

## Administrativ historik
Njurunda socken har medeltida ursprung i Medelpad som ända in på 1400-talet var en del av Hälsingland. 1680 utbröts Galtströms församling som 1868 återgick i denna församling. 1853 utbröts Svartviks församling som 1906 återgick i denna församling.
Vid kommunreformen 1862 övergick socknens ansvar för de kyrkliga frågorna till Njurunda församling och för de borgerliga frågorna bildades Njurunda landskommun. Landskommunen uppgick 1974 i Sundsvalls kommun.
1 januari 2016 inrättades distriktet Njurunda, med samma omfattning som församlingen hade 1999/2000.  
Socknen har tillhört fögderier, tingslag och domsagor enligt vad som beskrivs i artikeln Medelpad.  De indelta båtsmännen tillhörde Första Norrlands andradels båtsmanskompani.

## Geografi
Njurunda socken ligger söder om Sundsvall vid kusten och Ljungans mynning i Svartviksfjärden  och kring sjöarna Öjen och Armsjön i söder. Socknen har dalgångsbygd vid vattendragen och sjöarna och däromkring skogsbygd.
Administrativt centrum med bland annat skolor och annan samhällsservice är Kvissleby. Nivrenaskolan som är en stor högstadieskola ligger i Kvissleby. Övriga centralorter: Nolby samt Njurundabommen. 
Ett mindre affärscentrum ligger vid Njurundabommen i direkt anslutning till E4 passagen över Ljungan. 
Europaväg 4 passerar, på en sträcka av ca 23 km, genom socknen i nord-sydlig riktning från Bredsand i norr till Armsjön på gränsen mot Hälsingland i söder.
Vid kusten finns många betydande industrisamhällen, särskilt i norr där en betydande del av Sundsvallstraktens träindustriområde har haft sina historiska rötter.
I socknens östra del ligger Björköns halvö samt längst ute i havet Brämön. 
Inom socknen finns bl.a. följande större industrisamhällen och lastageplatser: Stockvik, Svartvik, Nolby, Essvik samt Nyhamn. Klampenborg var historisk en lastageplats, men är numera naturreservat. Längst i norr, på gränsen mot Skönsmons socken ligger Bredsand.
Vid kusten ligger Galtströms bruk, som numera är musealt, med anor från 1600-talet. Fiskelägen som Lörudden och Junibodsand fungerar numer mest som sommarbostadsområden. Vid Ljungans utlopp i Bottenhavet var i slutet av 1800-talet och ett sekel framåt centrum för massa och sågverksindustri med Svartvik, Essvik och Nyhamn som stora anläggningar. En större kemisk industri, Akzo Nobel, finns också inom Njurundas hank och stör.

I anslutning till Kvissleby ligger Nolbykullen med skidbacke som drivs av Nolby Alpina SK. Här genomförs årligen tävlingar på internationell nivå. 

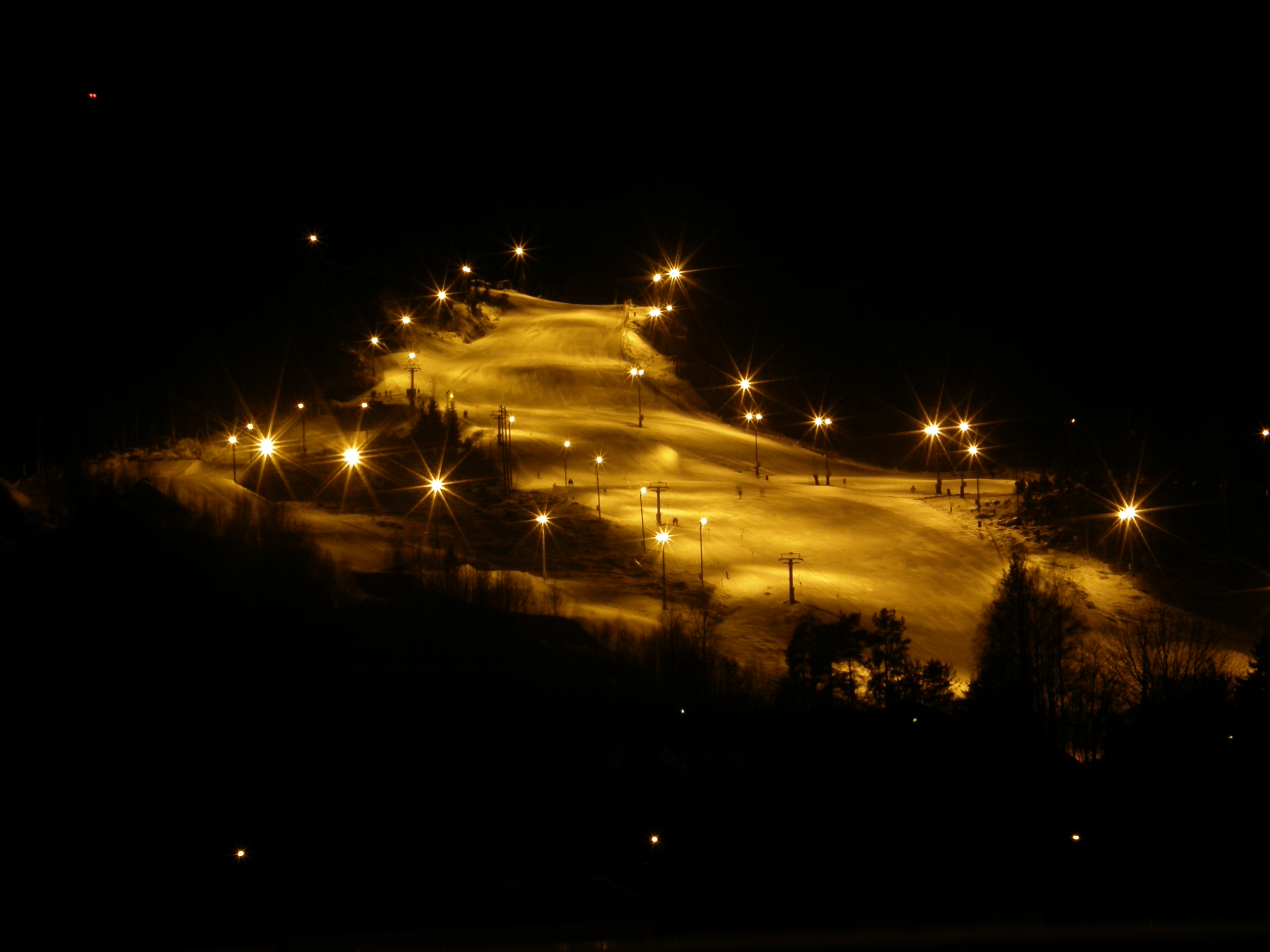
Nolbykullen

I området finns också en ishall som är hemvisten för Njurunda SK, klubben som fostrat spelare som Fredrik Modin och Henrik Zetterberg.

## Geografisk avgränsning
Njurunda socken gränsar i söder mot Gnarps socken i Nordanstigs kommun i Gävleborgs län, Hälsingland. I väster ligger Attmars socken samt Tuna socken. Längst i nordväst gränsar Njurunda socken på en sträcka av ca 2 km mot Sundsvalls Gustav Adolfs församling. I norr gränsar socknen på en sträcka av ca 2,5 km mot Skönsmons församling. Sockengränsen går ut i havet mellan Bredsand i Njurunda och Fläsian i Skönsmon. Mitt i Sundsvallsbukten går vattengränsen mellan Njurunda och Alnö socken. Fyren Draghällan ligger inom Njurunda socken.

### Byar/samhällen
- Berga
- Gästa
- Juniskär
- Kvissleby
- Maj
- Ovansjö och Gomaj (norra delen)
- Skatan
- Skedlo
- Skottsund
- Skrängstabodarna
- Solberg
- Vaple

### Svedjefinnbyar
Från sekelskiftet 1500-1600 och framåt ägde en inflyttning av svedjefinnar rum i Njurunda socken. Ursprungliga finnbyar:
- Armsjön (hamnade senare under Galtströms bruk)

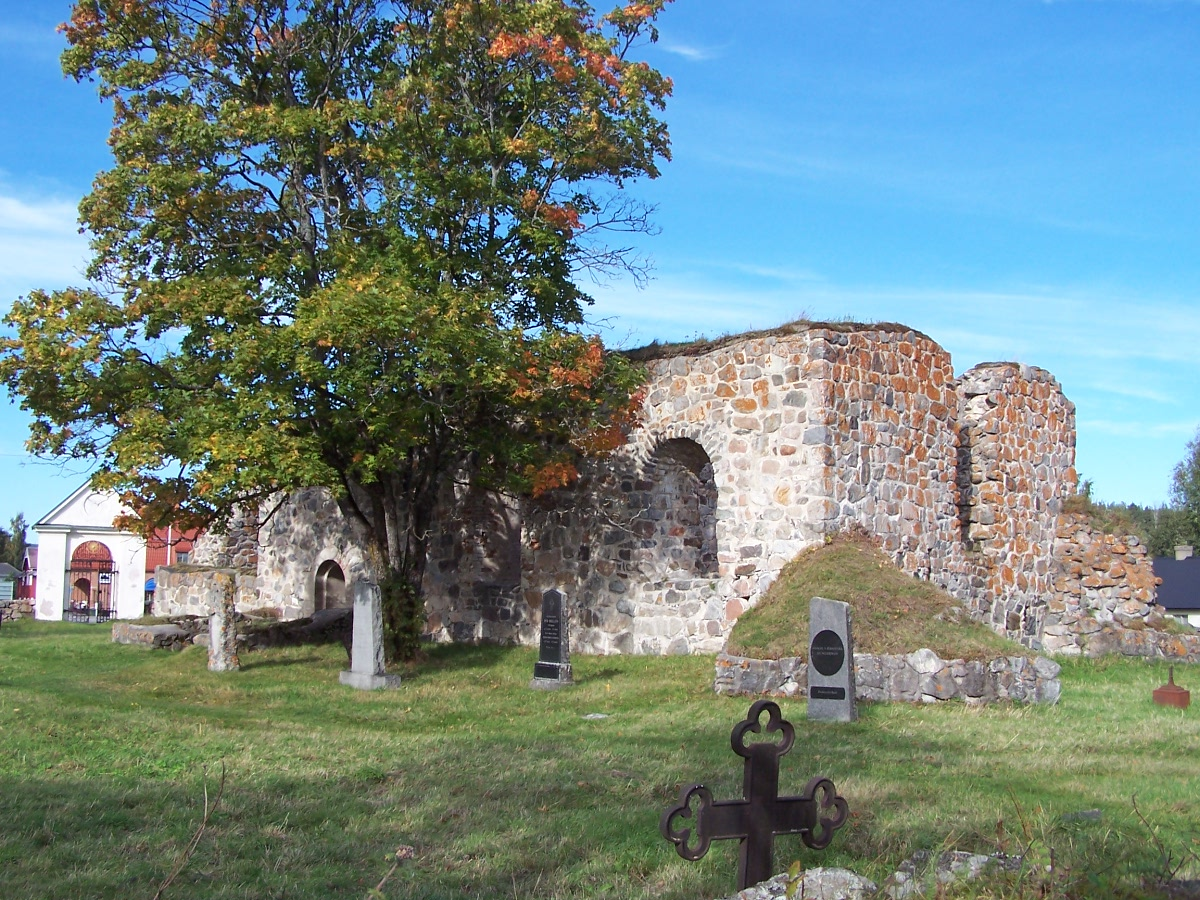
Njurunda kyrkoruin

- Ortsjön (Hornsjön)
- Årsskogen

## Historia
De fornlämningar som finns inom Njurunda socken är bland annat cirka 135 rösegravar. De ligger främst vid bronsålderns strandlinjer. Vidare finns det ungefär 500 gravhögar från järnåldern. Från samma epok härstammar även 40 husgrundsterrasser. Från vikingatiden finns två runstenar. En av storhögarna från folkvandringstiden är den största i Norrland och har diametern 40 meter och höjden 6 meter. Inom socknen finns även två kyrkoruiner från medeltiden. Från tiden efter medeltiden finns bruksruiner och labyrinter. En labyrint ligger vid Lörudden, som är en fiskehamn längst ut mot havet och Brämösundet i öster.
En av de förnämsta kulturmiljöerna i landet är Kvissle-Nolby-Prästbolet vid Ljungan, ett skyddat riksintresse för kulturmiljövård. Inom denna kulturmiljö finns det 40 kända fornlämningslokaler och 114 separata anläggningar, bland annat ovan nämnda storhög från folkvandringstid, Burestenen och en ruin av ett tidigmedeltida gårdskapell.
Vid kusten finns gamla fiskelägen samt en vårdkase.

### Kyrkoruiner
Njurunda kyrkas medeltida föregångare finns fortfarande kvar vid Njurundabommen som kyrkoruin, vars äldsta delar är från 1200-talet. Kyrkan förstördes av ett åsknedslag 1870.  Ruinen grävdes ut första gången 1928-30.
Under medeltiden fanns det också ett gårdskapell i Kvitsle, inom dagens riksintresse Kvissle-Nolby-Prästbolet. Dess ruin har daterats till 1200-talet.
Galtströms brukskyrka invigdes 1696 och är byggt av timmer. Det saknar torn.
I Svartik finns Svartviks kapell. Det är byggt i trä och har ett litet torn, byggt 1851.
Löruddens fiskarkapell ligger längst ut mot havet och byggdes i slutet av 1600-talet. Ombyggnad år 1727. Kapellet saknar torn.

## Namnet
Namnet (1344 Nyurundum) kommer troligen från en fjärdnamn, Niurunder, 'den avsmalnande, hopklämda'.

## Befolkningsutveckling
| Befolkningsutvecklingen i Njurunda socken 1750–1990 | Befolkningsutvecklingen i Njurunda socken 1750–1990 | Befolkningsutvecklingen i Njurunda socken 1750–1990 | Befolkningsutvecklingen i Njurunda socken 1750–1990 | Befolkningsutvecklingen i Njurunda socken 1750–1990 |
| --- | --------------------------------------------------- | --------------------------------------------------- | --------------------------------------------------- | --------------------------------------------------- |
| |                                                     |                                                     |                                                     |                                                     |
| År |                                                     |                                                     | Folkmängd                                           |                                                     |
| 1750 | 1750                                                |                                                     | 968                                                 |                                                     |
| 1760 | 1760                                                |                                                     | 1 099                                               |                                                     |
| 1769 | 1769                                                |                                                     | 1 150                                               |                                                     |
| 1780 | 1780                                                |                                                     | 1 196                                               |                                                     |
| 1790 | 1790                                                |                                                     | 1 453                                               |                                                     |
| 1800 | 1800                                                |                                                     | 1 558                                               |                                                     |
| 1810 | 1810                                                |                                                     | 1 670                                               |                                                     |
| 1820 | 1820                                                |                                                     | 1 808                                               |                                                     |
| 1830 | 1830                                                |                                                     | 2 035                                               |                                                     |
| 1840 | 1840                                                |                                                     | 2 258                                               |                                                     |
| 1850 | 1850                                                |                                                     | 2 479                                               |                                                     |
| 1860 | 1860                                                |                                                     | 3 050                                               |                                                     |
| 1870 | 1870                                                |                                                     | 3 578                                               |                                                     |
| 1880 | 1880                                                |                                                     | 5 547                                               |                                                     |
| 1890 | 1890                                                |                                                     | 7 382                                               |                                                     |
| 1900 | 1900                                                |                                                     | 8 292                                               |                                                     |
| 1910 | 1910                                                |                                                     | 8 883                                               |                                                     |
| 1920 | 1920                                                |                                                     | 10 098                                              |                                                     |
| 1930 | 1930                                                |                                                     | 11 508                                              |                                                     |
| 1940 | 1940                                                |                                                     | 11 253                                              |                                                     |
| 1950 | 1950                                                |                                                     | 11 429                                              |                                                     |
| 1960 | 1960                                                |                                                     | 12 089                                              |                                                     |
| 1970 | 1970                                                |                                                     | 12 233                                              |                                                     |
| 1980 | 1980                                                |                                                     | 14 259                                              |                                                     |
| 1990 | 1990                                                |                                                     | 13 920                                              |                                                     |
| Anm: Tabellen inkluderar Galtströms bruksförsamling. Källor: Umeå universitet - Tabellverket 1749-1859, Demografiska databasen, CEDAR, Umeå universitet. |                                                     |                                                     |                                                     |                                                     |

## Kända personer från Njurunda
- Sofia Norlin, filmregissör och manusförfattare.
- Olof Högberg, författare.
- Bengt Lindström, konstnär.
- Peter Lundgren, tennisspelare.
- Marcus Lövblad, skulptör.
- Fredrik Modin, ishockeyspelare.
- Fredrik Wikingsson, programledare.
- Henrik Zetterberg, ishockeyspelare.
- Rolf Smedman, konstnär, författare, naturskådare och flugfiskare.

## Föreningar
- Njurunda OK
- Njurunda SK
- Nolby Alpina SK
- Essviks AIF
- Sundsvalls GK
- Öjestrands GC
- Svartviks IF
- Klockarberget BK